# François Maesschalck
François Constant Maesschalck (Bruxelles, 19 ottobre 1921 – ...) è stato un pallanuotista belga, che ha disputato le Olimpiadi di Helsinki 1952, gareggiando nel torneo di pallanuoto.
Ha vinto un bronzo ai Campionati Europei 1947.